# Bahnhof Throndhjem Kalvskinnet
Der Bahnhof Trondhjem Kalvskindet war der erste Bahnhof in der norwegischen Stadt Trondheim.
Er war die nördliche Endstation der Trondhjem–Størenbane und wurde 1864 eröffnet. Der Bahnhof wurde geschlossen, als die Trondhjem–Størenbane 1884 nach Brattøra verlegt wurde, um sie mit der Meråkerbane und der strategisch wichtigen Hafenlage zu verbinden.

## Nachnutzung

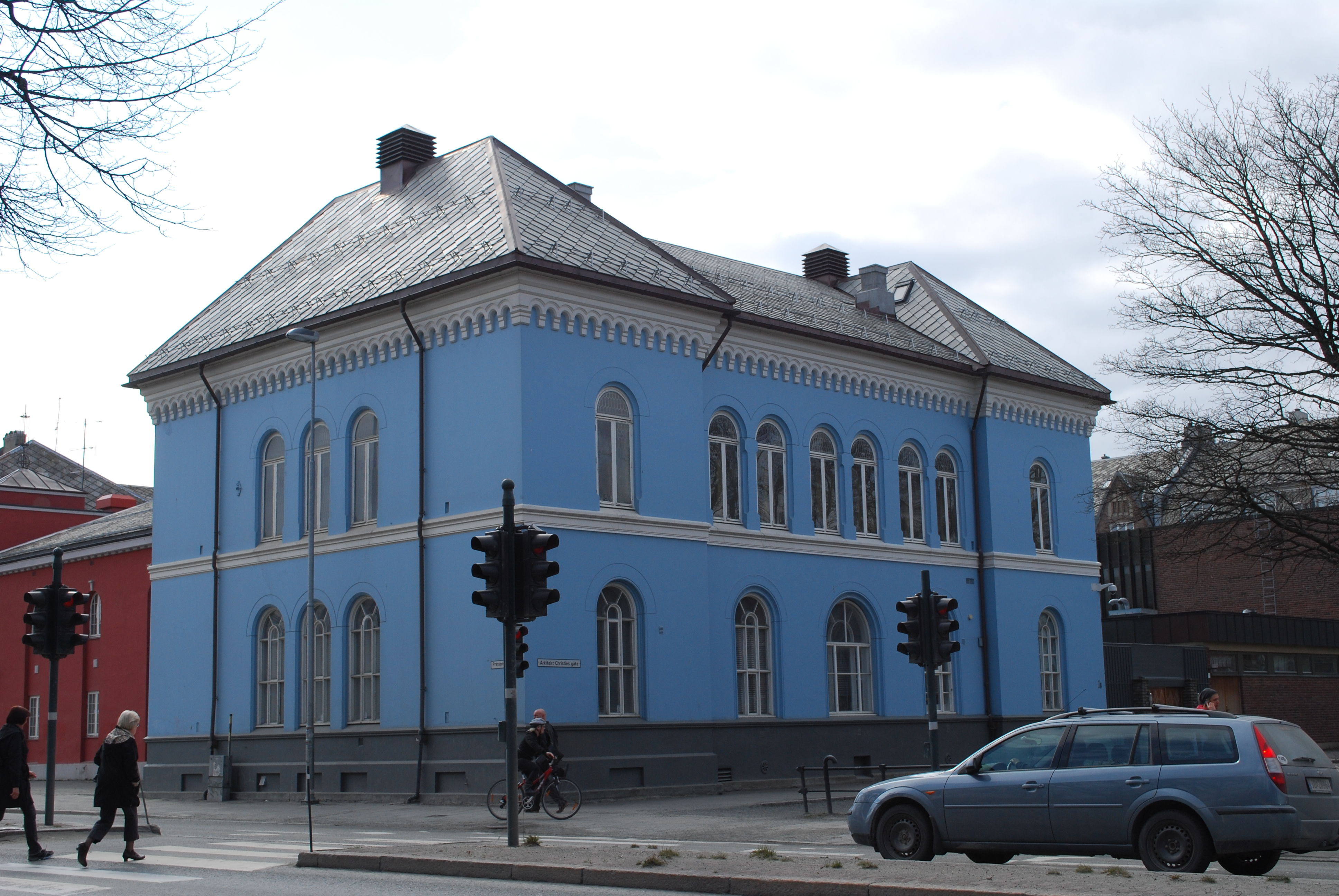
Ehemaliges Bahnhofsgebäude (2009)

Seit 1925 wird das obere Stockwerk des ehemaligen Empfangsgebäudes als Synagoge der jüdischen Gemeinde von Trondheim verwendet. Das Jüdische Museum Trondheim ist seit 1997 in dem Gebäude untergebracht und nutzt Erdgeschoss und Keller.
Die Bahnsteighalle wurde nach dem Umzug der Bahn ab etwa 1984 von der Loge Dag des IOGT, einer norwegischen Organisation, die sich mit Drogenprävention befasst, genutzt. Die Heilsarmee kam 1890 nach Trondheim und mietete zunächst den Cirkus, bevor sie 1909 die Bahnsteighalle mietete und 1916 kaufte. Nach Renovierungsarbeiten wird sie immer noch genutzt.
Auf dem Gelände des Lokomotivschuppens, in der seit 1902 die katholische Gemeinde untergebracht war, wurde 1972 die St. Olav domkirke errichtet, die 2014 abgerissen und 2016 durch einen Neubau ersetzt wurde. Der restliche Bahnhofsteil wurde zu Pfarrhaus, Schule und Vereinsgebäude umgebaut.